# デリケート
| ウィキペディアには「デリケート」という見出しの百科事典記事はありません（タイトルに「デリケート」を含むページの一覧/「デリケート」で始まるページの一覧）。 代わりにウィクショナリーのページ「デリケート」が役に立つかもしれません。 |